# دان ستيوارت
دان ستيوارت (بالإنجليزية: Dan Stewart)‏ هو سياسي أمريكي، ولد في 27 سبتمبر 1963 في كولومبوس في الولايات المتحدة. حزبياً، نشط في الحزب الديمقراطي. وقد انتخب عضو مجلس نواب أوهايو.